# Acer cranei
Acer cranei é uma espécie de árvore do gênero Acer, pertencente à família Aceraceae.